# Gralewo-Stacja
Gralewo-Stacja (niem. Grallau Bahnhof) – osada w Polsce położona w województwie warmińsko-mazurskim, w powiecie działdowskim, w gminie Rybno.
W latach 1975–1998 miejscowość należała administracyjnie do województwa ciechanowskiego.